# Осетинский, Олег Евгеньевич
Оле́г Евге́ньевич Осети́нский (9 июля 1937, Свердловск, СССР — 27 сентября 2020) — советский и российский киносценарист, писатель, журналист, режиссёр-документалист. Во времена перестройки получил известность как отец и педагог пианистки-вундеркинда Полины Осетинской, в тринадцать лет сбежавшей из дома и публично обвинившей отца в жестоком обращении и надругательствах. Называл себя «гуру» и «худруком» группы «Аквариум» и Майка Науменко в начале их творческого пути. Также известен благодаря своим эксцентричным интервью.

## Биография
Мать была донская казачка, а отец — наполовину грузин, наполовину поляк. Участник Великой Отечественной войны, отец был дважды ранен, а в 1946 году, по словам сына, стал «одним из фаворитов Сталина экономических», работал в Главсеверморпути.
Олег с детства мечтал стать пианистом, однако в десятилетнем возрасте получил травму пальца от удара крышкой парты. Тогда же сделал запись в дневнике, где поклялся, что его будущая дочь станет великим музыкантом. В 1953 году был исключён из 9-го класса за выпуск стенной газеты «Одесские новости». Уехал в Сибирь, по одной из версий, по совету влиятельных родственников, по другой — непосредственно после вызова матери в КГБ. Отсидел год в тюрьме за драку.
Через некоторое время стал актёром местного драмтеатра[какого?]. С гастролями приехал в Москву и оттуда попал в Ялту, где устроился главным режиссёром народного театра при клубе госторга. Посмотрев фильм «Летят журавли», перечитал все доступные книги о кино, «написал за три дня десять сценариев документальных» и отправился на местную киностудию. Там познакомился с кинооператором Сергеем Урусевским, который помог ему с переездом в Москву.
Далее сведения вновь расходятся. Согласно одному интервью, Урусевский свёл его с Михаилом Калатозовым, и тот вызвался обучить Олега режиссуре, минуя ВГИК. Согласно другому интервью, Урусевский познакомил Осетинского с Михаилом Роммом, который тут же предложил заключить договор на сценарий художественного фильма «Агитатор», впоследствии так и нереализованный. Одновременно был написан ещё один киносценарий — «Катера», который три раза пытался поставить Ролан Быков, но каждый раз проект закрывался.
В 1961 году окончил Высшие сценарно-режиссёрские курсы. Писал сценарии для теле- и кинофильмов. Самые известные из них — «Звезда пленительного счастья» (1975), «Взлёт» (1979) с Евгением Евтушенко в главной роли и мини-сериал «Михайло Ломоносов» (1986). Сценарий к нему Осетинский написал в двадцать пять лет, выиграв конкурс сценарных заявок. В его первоначальном варианте главным действующим лицом выступал автор-рассказчик, который менялся местами с Ломоносовым и проживал его жизнь с современных позиций. Однако режиссёр Александр Прошкин потребовал сюжет переписать.
В конце 1970-х — начале 80-х годов был дружен с Борисом Гребенщиковым и Майком Науменко. Сам он называл себя «художественным руководителем» и «тренером личностностного роста» рок-музыкантов, утверждая, что именно он стоит за их имиджем и репертуаром, ему же принадлежит разработка программ, которые принесли им популярность. При этом признавал, что не имеет музыкального образования и не знает нот.
Тогда же с концертами начала выступать его восьмилетняя дочь-вундеркинд Полина Осетинская. Сам Осетинский всячески отрицал природную одарённость дочери, настаивая, что это — исключительно заслуга разработанного им метода обучения «дубль стресс = антистресс». В тринадцать лет Полина сбежала из дома. Позднее она рассказала в интервью программе «600 секунд» об издевательствах и унижениях, которые испытала за последние восемь лет жизни с отцом. В дальнейшем жила с матерью в Ленинграде, продолжая обучаться музыке и выступать с концертами. В 2007 году вышла её автобиографическая книга «Прощай, грусть», где она подробно описала ранний период своей жизни, обвинив отца, помимо прочего, и в педофилии. В ответ Олег Осетинский подал на дочь в суд, но позднее конфликт был улажен.
После скандала с дочерью остался без работы. В конце 1980-х годов эмигрировал в США. Полгода работал в Нью-Йорке разнорабочим, затем начал обучать пианисток игре по своему методу.
Как журналист печатался в «Литературной газете» и «Известиях». В 2002 году, в годовщину событий 11 сентября, «Известия» опубликовали цикл статей Осетинского под общим заглавием «Если бы я был бен Ладеном…», в котором тот призывал объявить крестовый поход «чёрному фашизму». Это вызвало протест мусульманских общин России. Редактор сайта «Ислам.ру» и учредитель издательства «Ансар» Марат Сайфутдинов подал судебный иск, инкриминируя Осетинскому призывы к геноциду мусульман и войне с исламским миром. Тяжба длилась несколько лет, но суд в конце концов был проигран[кем?].
Кроме того, опубликовал ряд книг в жанре беллетризованной (художественной) биографии.
Как режиссёр-документалист снял биографический фильм о Венедикте Ерофееве «Веня, или Как пьют и умирают в России» (1993), а также «фильм-предупреждение» для американского телевидения A Quiet Town New York City («Тихий городок Нью-Йорк», 2002) о событиях 11 сентября. Поставил несколько пропагандистских картин о Грузии по заказу правительства Михаила Саакашвили и американских инвесторов.
Семь раз был женат. Отец пятерых детей.
Скончался 27 сентября 2020 года.

## Фильмография
- 1969 — Встреча у старой мечети
- 1972 — Бой с тенью
- 1975 — Звезда пленительного счастья
- 1979 — Взлёт
- 1980 — Гонцы спешат
- 1981 — Сто радостей, или Книга великих открытий
- 1984 — Двое в песках
- 1986 — Михайло Ломоносов

### Режиссёр
- 1993 — Веня, или как пьют и умирают в России
- 2002 — A Quiet Town New York City (Тихий городок Нью-Йорк)
- 2003 — Кмара, или Розы по-грузински
- 2009 — Золото Грузии

### Актёр
- 1971 — Конец Любавиных — эпизод
- 1983 — Чучело — экскурсовод

## Книги
- Чудное мгновение.
- Песнь о Витьке-дураке, или Роман Ролан. — М., 2001.
- Витька — дурак. История одного сценария. — СПб.: Издательство К. Тублина, Лимбус Пресс, 2013. — 272 c. — ISBN 978-5-8370-0640-1